# Poloneze (Chopin)
Multe dintre Polonezele lui Frédéric Chopin au fost scrise pentru pian solo. El a compus prima poloneză în 1817, la vârsta de 7 ani; ultima sa poloneză a fost Polonaise-Fantaisie din 1846, cu 3 ani înainte de moartea lui.  Printre cele mai cunoscute poloneze se numără "Military" Polonaise în A, Op. 40, Nr. 1, și Polonaise în A-flat major, Op. 53 "Eroica".
Există, de asemenea, Andante spianato et grande polonaise brillante in E flat, Op. 22, pentru pian și orcherstă, care există de asemenea și în varianta solo; și Introducția și Poloneza brillante în C major, Op. 3, pentru violonicel și pian.

## Poloneze pentru pian solo
Chopin a compus cel puțin 23 de poloneze pentru pian solo.  Din acestea:
- 7, incluzând și Polonaise-Fantaisie, au fost publicate în timpul vieții
- 3 au fost publicate după moartea lui cu numere de opus
- 6 au fost publicate după moartea lui fără numere de opus
- cel puțin 7 s-au pierdut.

## Lista de poloneze
Acestea sunt pentru pian solo, dacă nu sunt indicate altfel.
| 11 | Polonaises, Op. posth. în G minor               | 1817             | 1817 | -               | B. 1     | KK IIa/1 | S1/1 | Countess Wiktoria Skarbek                                  | Publicată de tatăl lui Chopin |  |   |                                   |      |      |        |        |  |  |             |                               |
| -  | Introduction and Polonaise brillante în C major | 1829-30          | 1831 | Op. 3           | B. 41/52 |          |      |                                                            | Introduction and Polonaise brillante pentru violonicel și pian |  |   |                                   |      |      |        |        |  |  |             |                               |
| -  | în E flat major                                 | 1830-34          | 1836 | Op. 22          | B. 58/88 |          |      |                                                            | Andante spianato et grande polonaise brillante; inițial pentru pian si orchestră, de asemenea, există și o verainu pentru pian solo                                      |  |   |                                   |      |      |        |        |  |  |             |                               |
| 1  | Polonaises, Op. 26 în C sharp minor             | 1834-35          | 1836 | Op. 26/1        | B. 90/1  |          |      | Josef Dessauer                                             | |  |   |                                   |      |      |        |        |  |  |             |                               |
| 2  | E flat minor                                    | 1834-35          | 1836 | Op. 26/2        | B. 90/2  |          |      | Josef Dessauer                                             | |  |   |                                   |      |      |        |        |  |  |             |                               |
| 3  | A major                                         | 1838 (Octombrie) | 1841 | Op. 40/1        | B. 120   |          |      | Julian Fontana                                             | Polonaises Op. 40 "Military" Polonaise |  |   |                                   |      |      |        |        |  |  |             |                               |
| 4  | Polonaises Op. 40 în C minor]]                  | 1838-39          | 1841 | Op. 40/2        | B. 121   |          |      | Julian Fontana                                             | |  |   |                                   |      |      |        |        |  |  |             |                               |
| 5  | Polonaise în F-sharp minor, Op. 44              | 1840-41          | 1841 | Op. 44          | B. 135   |          |      | Mme la Princesse Charles de Beauveau, née de Komar         | Polonaise în F-sharp minor, Op. 44 "Tragic" Polonaise |  | 6 | Polonaise în A-flat major, Op. 53 | 1842 | 1843 | Op. 53 | B. 147 |  |  | Auguste Léo | "Eroica" sau "Drum" Polonaise |
| 7  | Polonaise-Fantaisie în A flat major             | 1845-46          | 1846 | Op. 53          | B. 159   |          |      | Mme A. Veyret                                              | Polonaise-Fantaisie |  |   |                                   |      |      |        |        |  |  |             |                               |
| 8  | Polonaises, Op. 71 în D minor                   | 1825             | 1855 | Op. posth. 71/1 | B. 11    |          |      |                                                            | Căteva surse sugerează că s-ar fi compus în 1827. |  |   |                                   |      |      |        |        |  |  |             |                               |
| 9  | Polonaises, Op. 71 în B flat major              | 1828             | 1855 | Op. posth. 71/2 | B. 24    | -        | -    |                                                            | |  |   |                                   |      |      |        |        |  |  |             |                               |
| 10 | Polonaises, Op. 71 în F minor                   | 1828             | 1855 | Op. posth. 71/3 | B. 30    | -        | -    |                                                            | |  |   |                                   |      |      |        |        |  |  |             |                               |
| 14 | Polonaises, Op. posth. în G sharp minor         | 1822             | 1864 | -               | B. 6     | KK IVa/3 | P1/3 | Mme. Du-Pont                                               | Câteva surse sugerează că s-ar fi compus în 1824. |  |   |                                   |      |      |        |        |  |  |             |                               |
| 16 | Polonaises, Op. posth. ÎnG flat major           | 1829 (Iulie)     | 1870 | -               | B. 36    | KK IVa/8 | P1/8 |                                                            | |  |   |                                   |      |      |        |        |  |  |             |                               |
| 15 | Polonaises, Op. posth. în B flat minor          | 1826-27          | 1879 | -               | B. 13    | KK IVa/5 | P1/5 | "amicul său Guillaume Kolberg, în plecare pentru Reinertz" | Poloneza de adio. Include și un citat de la La gazza ladra (tenorul cavatina "Vieni fra queste braccia") a lui Rossini                                                   |  |   |                                   |      |      |        |        |  |  |             |                               |
| 13 | Polonaises, Op. posth. în A flat major          | 1821             | 1902 | -               | B. 5     | KK IVa/2 | P1/2 | Wojciech Żywny                                             | Câteva surse au dubii că această poloneză a fost compusă de Chopin. |  |   |                                   |      |      |        |        |  |  |             |                               |
| 12 | Polonaises, Op. posth. în B flat major          | 1817             | 1947 | -               | B. 3     | KK IVa/1 | P1/1 |                                                            | |  |   |                                   |      |      |        |        |  |  |             |                               |
| -  | ?                                               | "early"          | -    |                 |          | KK Vf    |      |                                                            | "Mai multe poloneze", acum pierdute |  |   |                                   |      |      |        |        |  |  |             |                               |
| -  | ?                                               | 1818             | -    | -               | -        | -        | -    | -                                                          | 2 poloneze prezentate pe 26 septembrie 1818 Împărătesei Maria Fyodorovna, mama tarului Alexandru I al Rusiei, cu ocazia vizitei ei la Varșovia; în prezent sunt pierdute |  |   |                                   |      |      |        |        |  |  |             |                               |
| -  | ?                                               | 1825             | -    | -               | -        | KK Vf    | -    | -                                                          | Pierdut; pe tema lui Rossini (Bărbierul din Seville) și Spontini; mentionată într-o scrisoare de la Chopin datată din Noiembrie 1825                                     |  |   |                                   |      |      |        |        |  |  |             |                               |
| -  | ?                                               | 1831 (Iulie)     | -    | -               | -        | KK Vc/1  |      |                                                            | Pierdut |  |   |                                   |      |      |        |        |  |  |             |                               |
| -  | ?                                               | 1832             | -    | -               | -        | KK Vc/3  |      |                                                            | Mentionată într-o scrisoare de la Chopin datată 10 septembrie 1832 |  |   |                                   |      |      |        |        |  |  |             |                               |